# Der Märker
Der Märker – Landeskundliche Zeitschrift für den Bereich der ehemaligen Grafschaft Mark und den Märkischen Kreis ist eine landeskundliche Zeitschrift in Nordrhein-Westfalen. Sie befasst sich mit der Geschichte der Grafschaft Mark und der Regionalgeschichte des Märkischen Kreises.

## Geschichte

### Der Märker
Die Zeitschrift erscheint seit 1951 (ISSN 0024-9661) und hieß zunächst Der Märker – Heimatblatt für den Bereich der ehemaligen Grafschaft Mark. Sie wurde anfangs von  der Gesellschaft der Freunde der Burg Altena herausgegeben, heute vom Märkischen Kreis. Die Jahrgänge von 1951 bis 1996 sind als Digitalisate online abrufbar.

### Vorgängerzeitschriften
Als Vorläufer erschien ab Juni 1923 die Zeitschrift Süderland – Heimatblatt für den südlichen Teil der Grafschaft Mark. Sie wurde unter der Schriftleitung von Ferdinand Schmidt, Archivar der Burg Altena, herausgegeben und dem Altenaer Kreisblatt beigelegt. Ab 1925 erschien auch Der Märker – Heimatkalender für das märkische Sauerland unter der Herausgeberschaft von Ferdinand Schmidt und Heinrich Kleibauer.